# Vrouwkje Tuinman

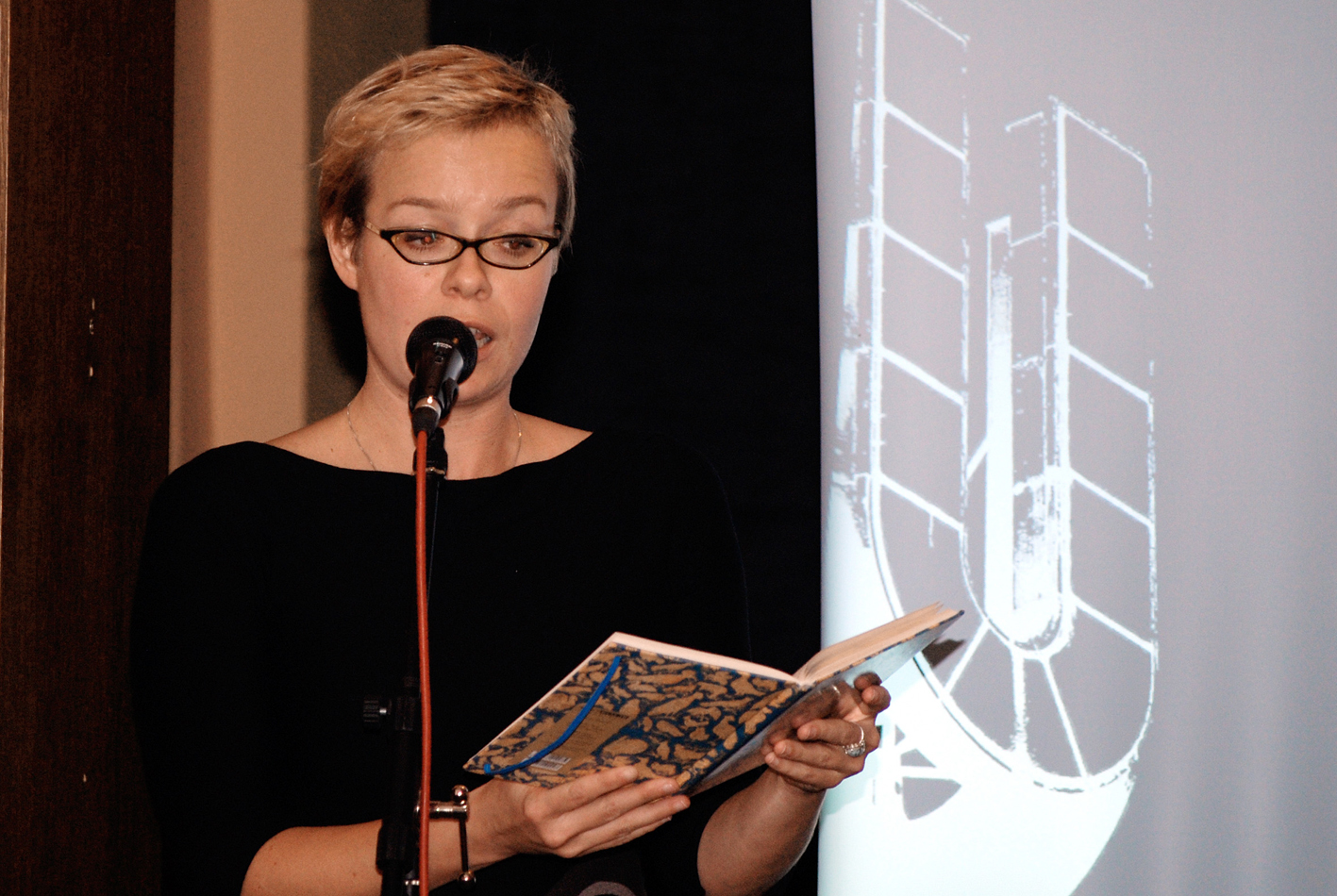
Beim LesArt.Festival 2010 im Taranta Babu in Dortmund

Vrouwkje Tuinman (*  14. September 1974 in ’s-Hertogenbosch) ist eine niederländische Dichterin, Autorin, Journalistin und Kolumnistin.

## Leben
Tuinman studierte Kultur- und Musikwissenschaften. Seit 1997 arbeitet sie als freiberufliche Journalistin und Rezensentin. Sie schreibt beziehungsweise schrieb für die Zeitungen und Zeitschriften Volkskrant, Opzij, NRC Handelsblad, La Vie en Rose, Schrijven, Yoga, Akkoord, Zing, Zone030, Rails, Marie Claire, One, Utrechts Nieuwsblad und Trajectum.
Im September 2004 erschien in den Niederlanden ihre erste Veröffentlichung, der Gedichtband Vitrine, und 2005 ihr erster Roman Grote Acht (Große Acht). Vrouwkje erhielt im Februar 2004 die Förderung Hollands Maandblad Poëziebeurs 2003/2004 und wurde für den Libris Prijs nominiert. Sie erhielt 2005 das C.C.S. Crone-Stipendium und wurde nominiert für den Debutantenprijs 2006 und für den Selexyz Debuutprijs. Im Oktober 2008 erschien ihr Roman Buurvrouw, den der Maren Schürmann Verlag 2010 unter dem deutschen Titel Nachbarin in einer Übersetzung von Bettina Bach herausgab.
Anlässlich der Edition 2009 des Nationalen Turing-Gedichtwettstreits war Tuinman Jurymitglied. Die Jury wählte die 100 besten Gedichte, die anonym von Hobby- und Berufsdichtern eingesandt wurden.
Sie erhielt 2010 den Halewijnpreis der Stadt Roermond.

## Werke

### Literarische Werke
- Intensive care. Gedichte. Fotografie Andrea Stultiens. De Jonge Hond, Zwolle 2010
- Buurvrouw. Roman. Nijgh & Van Ditmar, Amsterdam 2008
- Receptie. Gedichte. Nijgh & Van Ditmar, Amsterdam 2007
- Grote Acht. Roman. Nijgh & Van Ditmar, Amsterdam 2005
- Vitrine. Gedichte. Nijgh & Van Ditmar, Amsterdam 2004

### Weitere Veröffentlichungen
- Drugs. Verslavende gedichten. Zusammenstellung und Einleitung: Vrouwkje Tuinman & Ingmar Heytze. Amsterdam 2002, Uitgeverij 521.
- Rock 'n' roll. Klinkende gedichten. Zusammenstellung und Einleitung: Vrouwkje Tuinman & Ingmar Heytze. Amsterdam 2002. Uitgeverij 521;
- Seks. De daad in 69 gedichten. Zusammenstellung und Einleitung: Vrouwkje Tuinman & Ingmar Heytze. Amsterdam, Uitgeverij 521; 2001
- Ingmar Heytze & Vrouwkje Tuinman: Verdomd interessant, maar gaat u verder. De taal van Wim T. Schippers. SDU/Antwerpen Standaard,  Den Haag 2000.